# Éveil à la vie
Pour les articles homonymes, voir Wide Awake.
Pour plus de détails, voir Fiche technique et Distribution.
Wide Awake ou Éveil à la vie au Québec est une comédie dramatique américaine réalisée par M. Night Shyamalan, sortie en 1998.
Produit par Woods Entertainment et distribué par Miramax, Éveil à la vie est le deuxième film de M. Night Shyamalan. L'histoire se déroule à Philadelphie, ville d'accueil de Night, mais aussi lieu de tournage et d'intrigue de tous ses films, sauf Praying with Anger. Le film traite du thème de la famille et dépeint les différents doutes à propos de la religion, et au sujet de l'existence de Dieu.

## Synopsis
Joshua Beal (Joseph Cross), dit Josh, étudie à la Weldron Mercy Academy, une école catholique privée réservée aux garçons. Après la mort de son grand-père (Robert Loggia) et malgré les dires de ses proches, Josh se convainc qu'il doit trouver Dieu. Pour réussir sa mission, il est aidé par Dave, un de ses meilleurs amis.

## Fiche technique
- Titre original français : Wide Awake
- Titre québécois : Éveil à la vie
- Réalisation et scénario : M. Night Shyamalan
- Production : Cathy Konrad et Cary Woods
- Photographie : Adam Holender
- Composition : Edmund Choi et Shok
- Montage : Andrew Mondshein
- Décorateur : P. Michael Johnston
- Sociétés de production : Woods Entertainment
- Distribution : Miramax
- Durée : 88 minutes
- Format : couleur (Technicolor) - 1.85:1 - Dolby
- Budget : 6 000 000 $[1]
- Genre : comédie dramatique
- Dates de sortie[2] :

 États-Unis : 20 mars 1998

## Distribution
Légende : V. Q. = Version Québécoise
- Denis Leary (V. Q. : Pierre Auger) : M. Beal
- Dana Delany (V. Q. : Élise Bertrand) : Mme Beal
- Robert Loggia (V. Q. : Ronald France) : le grand-père
- Joseph Cross (V. Q. : Lawrence Arcouette) : Joshua A. Beal
- Rosie O'Donnell (V. Q. : Johanne Léveillé) : Sœur Terry
- Timothy Reifsnyder (V. Q. : Xavier Morin-Lefort) : Dave O'Hara
- Camryn Manheim : Sœur Sophia
- Vicki Giunta : Sœur Beatrice
- Julia Stiles : Neena Beal
- Heather Casler : Hope
- Dan Lauria : le père Peters
- Stefan Niemczyk : Frank Benton
- Michael Pacienza : Freddie Waltman

## Production
Éveil à la vie est en partie tourné dans une école catholique où a étudié Night Shyamalan, et également au Bryn Mawr College de Bryn Mawr en Pennsylvanie.
Night Shyamalan réalise une comédie en partie autobiographique mais qui annonce aussi plusieurs thématiques de sa filmographie comme l'enfance, la famille, la foi ou l'initiation,.
Le producteur Harvey Weinstein fit pression pour remonter le film sans l'accord de Shyamalan et serait responsable de sa sortie repoussée et confidentielle,,.

## Accueil
Tourné en 1995, le film n'est sorti en salle qu'en 1998. Il ne rapporte que 288 000 $ aux États-Unis et au Canada, pour un budget de 6 000 000 $.

## Distinctions
- Young Artist Awards 1999 : nominations aux prix de meilleur jeune acteur dans un film pour Joseph Cross et meilleur film familial dramatique[9]